# 구암서원 (서울)
구암서원 (서울)(龜巖書院)은 대한민국 서울특별시에 위치한 조선 시대의 서원이다. 1667년에 창건되었으며, 이양중(李養中), 이집(李集), 오윤겸(吳允謙), 임숙영(任叔英), 정성근(鄭誠謹)을 제향하고 있다.